# 阿尔及利亚经济
阿尔及利亚经济中最重要的出口品是石油和天然气。大多数这些原料的储存位于撒哈拉沙漠东部。1980年代里阿尔及利亚政府减少出口来降低耗尽的速度。1990年代里出口有有所提高。其它出口品包括羊、牛和马、动物产品如羊毛和皮、葡萄酒、谷物（裸麦、大麦和燕麦）、蔬菜、水果（主要为无花果和石榴）、种子、芦苇、植物油和其它植物提取品（主要橄榄油）、铁矿、锌、自然磷、木材、软木和烟草。不过对羊毛的进口高于出口。糖、咖啡、机械、各种金属制品、纺织品和陶瓷主要依靠进口，主要来自法国。英国主要向阿尔及利亚出口煤、棉花制品和机器。
阿尔及利亚最重要的贸易伙伴是法国和意大利，其次为美国和西班牙。

## 历史发展
阿尔及利亚的经济主要是在法国统治时期发展的：1830年法国占据阿尔及利亚时当地的进出口总量不达17.5万英镑。1850年这个数据已经达到了500万英镑，1868年1200万英镑，1880年1700万英镑，1890年2000万英镑。从这个时候开始起增长速度降低，每年之间的差距不同。1905年国外贸易总值为2450万英镑，其中约六分之五是与法国或者通过法国的贸易。从1851年开始阿尔及利亚向法国出口时一些货物免税，从1867年开始所有出口免税。从1835年开始除糖外所有从法国的进口免税。1892年法国提高其最低税率，这个措施也施行于阿尔及利亚，从此后阿尔及利亚的对外贸易大量减少。
在20世纪60年代里阿尔及利亚的人均国内生产总值提高了40%，在70年代里达到538%的最高点。但是这个增长速度不持久。在动荡的80年代里降低到9.7%。由于此后的政府未能及时进行改革，在90年代里人均国内生产总值降低了28%。
下表列出国际货币基金组织估计的阿尔及利亚国内总产值，单位为百万阿爾及利亞第納爾
| 年     | 国内总产值 | 与美元的兑换率        | 通货膨胀率（2000年=100） |
| ------ | ---------- | --------------------- | ------------------------ |
| 1980年 | 162,500    | 3.83阿爾及利亞第納爾  | 9.30                     |
| 1985年 | 291,600    | 4.77阿爾及利亞第納爾  | 14                       |
| 1990年 | 554,400    | 12.19阿爾及利亞第納爾 | 22                       |
| 1995年 | 2,004,990  | 47.66阿爾及利亞第納爾 | 73                       |
| 2000年 | 4,123,514  | 75.31阿爾及利亞第納爾 | 100                      |
| 2005年 | 7,493,000  | 73.44阿爾及利亞第納爾 | 114                      |

2007年5月24日美元对阿尔及利亚第纳尔的汇兑率为1：70.01。2007年的人均日收入为每天18至22美元。

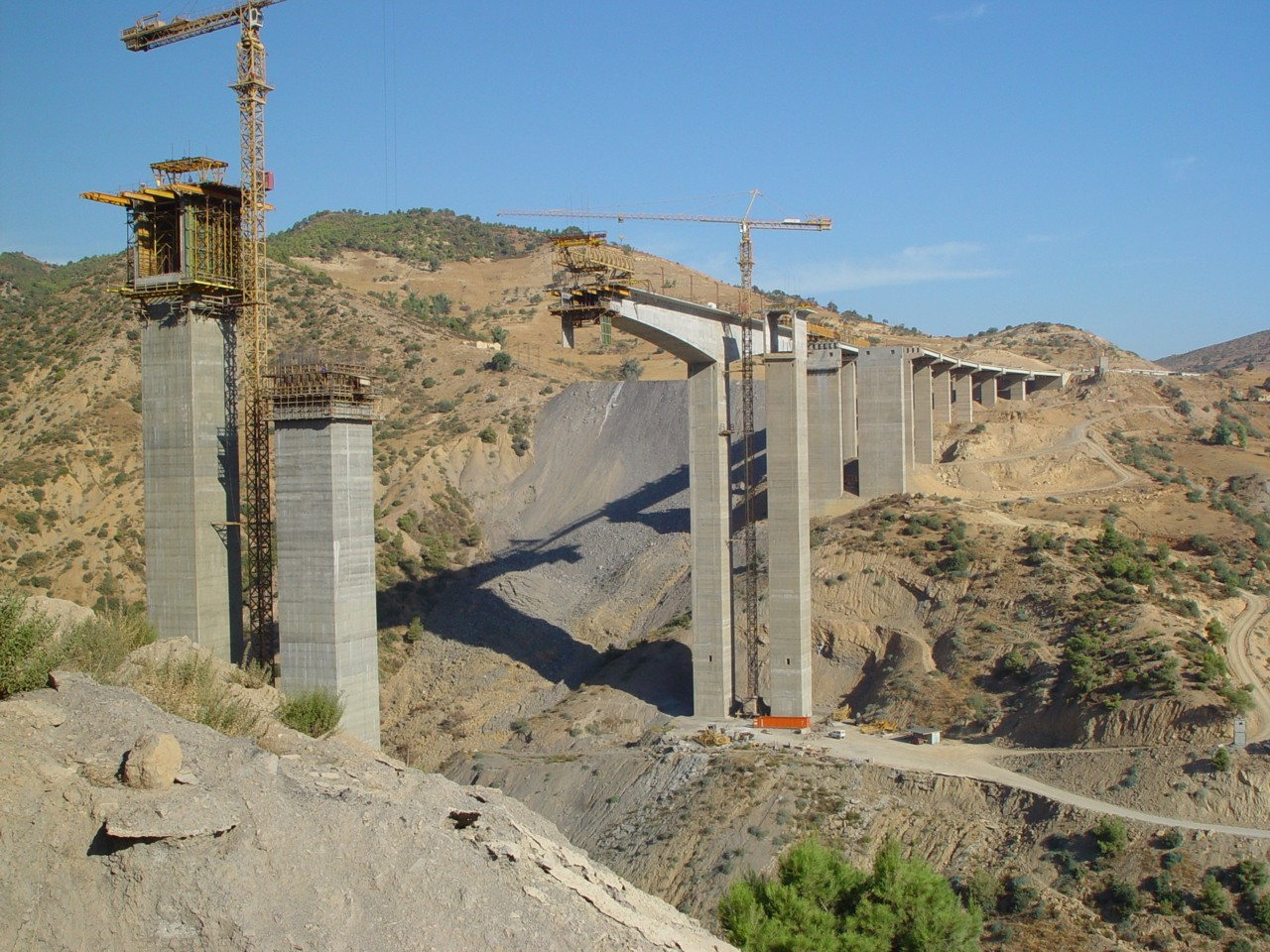
布维拉附近的桥梁建筑

阿尔及利亚的外债很高。1994年4月阿尔及利亚与国际货币基金组织达成协议停止还债一年，次年又与国际货币基金组织达成至1998年4月30日为止的中期贷款便利。2006年3月俄罗斯总统弗拉基米尔·弗拉基米罗维奇·普京访问阿尔及利亚时免除苏联时期遗留下来的47.4兆美元债务，据俄罗斯国防出口公司称条件是阿尔及利亚总统阿布杜拉齐兹·布特弗利卡同意从俄罗斯购买75兆美元的战斗机、防空设施和其它武器。从1995年以来通过经济改革、1995年和1996年巴黎俱樂部债务重新安排以及石油和天然气出口的提高使得阿尔及利亚的经济发展有所恢复，通货膨胀率降低到约1%，赤字减少。从1999年开始阿尔及利亚的经济每年增长4%，国家外债从1999年的280兆美元降低到目前50兆美元。1999年至2000年的油价上涨、政府严谨的支出政策、对外贸易顺差的提高以及外汇储备的增加帮助国家克服其经济问题。政府试图通过吸引国内外对能源工业外的投资来使得国家经济多样化。

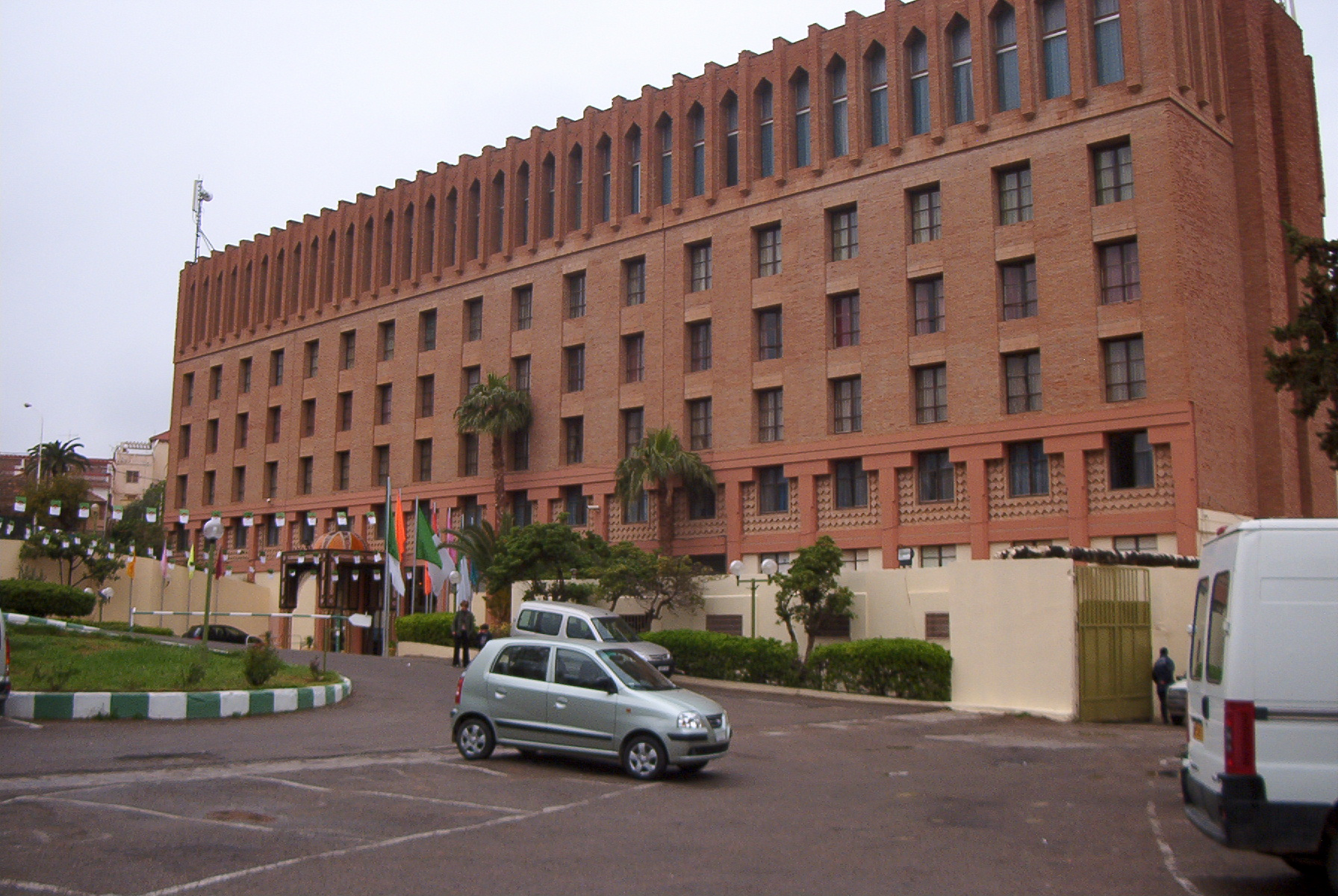
特莱姆森的饭店

布特弗利卡宣布对经济进行大规模改革，要大规模改变经济结构。但是至今为止阿尔及利亚的经济依然主要依靠出售石油和天然气。政府的经济多样化计划实行缓慢。失业率依然非常高，生活水平相当低。政府的其它经济政策重点在于银行改革、改善投资条件和降低官僚主义。
阿尔及利亚国家宣布出售国有企业：国有水泥厂和炼钢厂已经完毕，其它工业也将私有化。2001年阿尔及利亚与欧洲联盟签署合作协约并开始参加世界贸易组织的谈判。

### 农业

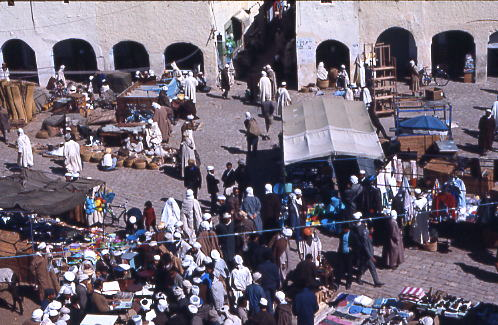
盖尔达耶的市场（1971年）

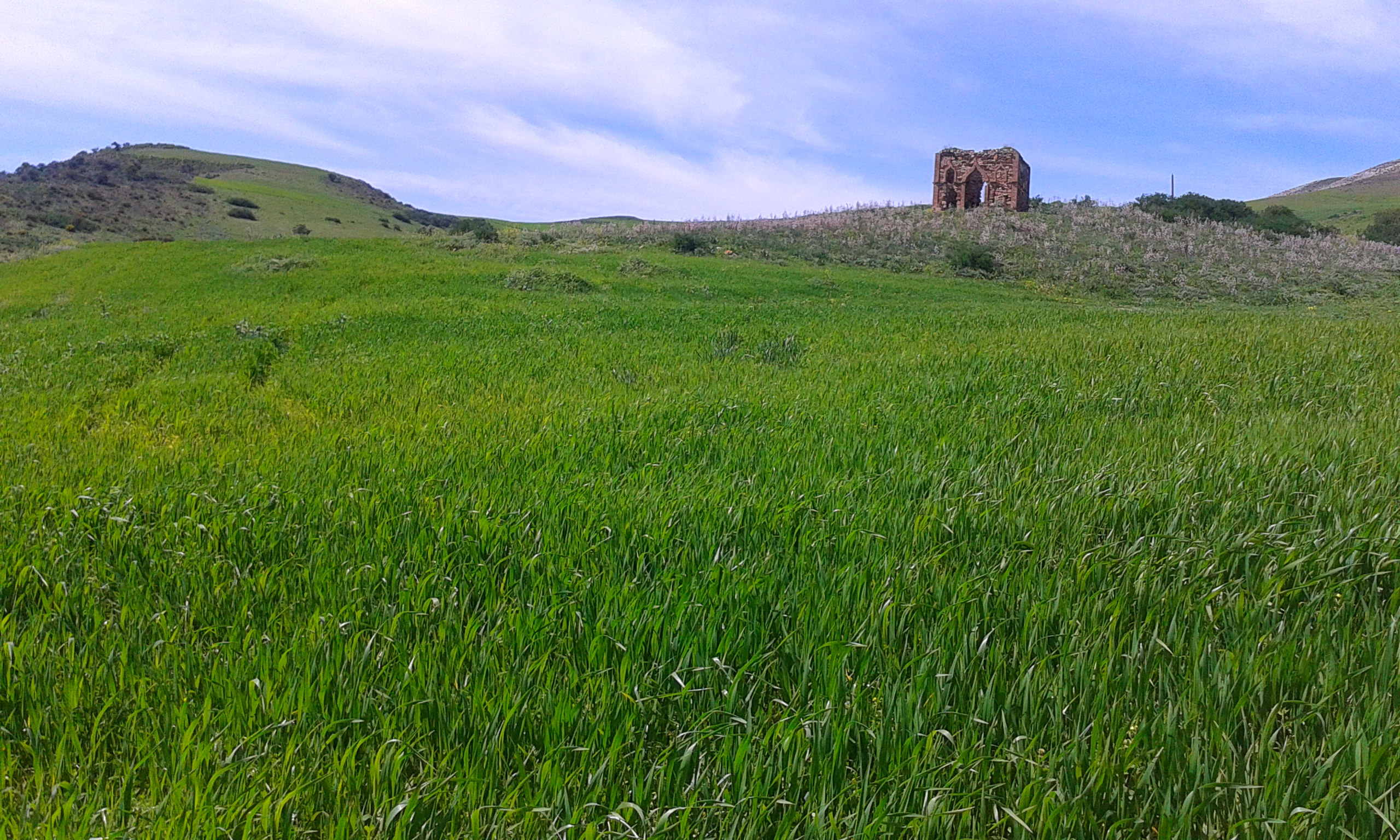
麦田，盖勒马，阿尔及利亚

从罗马时期开始阿尔及利亚就以其土壤的富饶著称。约14%的人口从事农业。在法治时期通过建造自流井大量提高了农业生产，当地的土壤仅需要水。裸麦、大麦和燕麦是主要粮食作物。许多不同种类的蔬菜和水果，尤其是柠檬被出口。
美国南北战争时阿尔及利亚有许多棉花种植，此后这个工业不断减少。20世纪初棉花的种植又有所提高。南方的绿洲里也有少量棉花种植。橄榄和烟草的种植也很成功。
阿尔及利亚也出口无花果、枣椰、软木等。阿尔及利亚是非洲最大的燕麦市场。

#### 葡萄酒
阿尔及利亚的土壤适合种葡萄。
早期的殖民者就已经开始在阿尔及利亚种植葡萄了。但是直到法国的葡萄园遭到葡萄根瘤蚜的虫灾后阿尔及利亚的葡萄酒出口才开始获得重要性。1883年虽然当地采取了防御措施，但是葡萄根瘤蚜也传播到阿尔及利亚，但是与此同时阿尔及利亚的葡萄酒的质量已经达到很高的水平了。1850年不到八平方公里的地面上种植葡萄，但是到1878年就已经增加到170平方公里了，共酿成2.8万立方米葡萄酒。尽管此后气候不良和虫灾危害但是种植面积不断提高。1895年1200平方公里是葡萄园，酿成33.3立方米葡萄酒。1905年种植面积达到1600平方公里，酿成59.4立方米葡萄酒。大多数地方的种植达到了盈利的水平。实际上阿尔及利亚葡萄酒唯一的国外市场是法国，1905年法国进口了41.6立方米葡萄酒。

### 渔业
在阿尔及利亚渔业是一个比较小，但是非常繁荣的经济产业。主要的捕捞对象有沙丁魚、鲣鱼、胡瓜鱼和蓝背黍鲱。新鲜鱼会出口到法国，干鱼和罐头鱼则出口到西班牙和意大利。从安纳巴到突尼斯之间的海滨还有珊瑚礁捕鱼。

### 矿业
阿尔及利亚矿藏丰富，其中包括铁、铅、锌、铜、菱锌矿、锑和汞矿。其中铁矿和锌矿的产量最高。阿尔及利亚也有褐煤。1891年在泰贝萨附近发现了巨大的磷矿脉，1905年开采了31.35万吨。在塞提夫、盖尔马和艾因贝达附近也发现有磷矿。阿尔及利亚有300多个采石场，其中出产石华、非常美丽的白大理石和红大理石。早在罗马时期阿尔及利亚出产的石华就被使用，许多古代的采石场被发现。除此之外阿尔及利亚还产盐。

### 旅遊業
阿爾及利亞是非洲最大的國家，它其中一個主要的觀光點是世界最大的沙漠，撒哈拉沙漠。阿爾及利亞自1976年開始是世界旅遊組織的成員。據該組織於2014年發表的報告顯示，阿爾及利亞於2013年是非洲第四熱門的旅遊目的地，外來遊客人數達2.7百萬人，在全世界排名第111。旅遊收入佔出口貿易的3.9%，或國內生產總值的8.1%。阿爾及利亞於旅遊業上的主要競爭對手為其他的地中海國家，它們很多已經有發展多年而且的頗為完善的配套。在這方面，阿爾及利亞則相對落後。對此，當地政府政府正啟動一項戰略計劃，希望在2025年或之前推動該行業的發展。